# Euchromius saltalis
Euchromius saltalis là một loài bướm đêm trong họ Crambidae.